# Berberina
La berberina è un sale di ammonio quaternario appartenente al gruppo degli alcaloidi benzilisochinolinici. Si trova in alcune piante del genere Berberis (da cui il nome), di solito nelle radici, rizomi, fusti e corteccia.

## Specie vegetali contenenti berberina
- Argemone mexicana
- Berberis vulgaris Crespino
- Hydrastis canadensis L. Goldenseal
- Mahonia aquifolium
- Coptis japonica
- Coptis chinensis
- Thalictrum flavum L. Pigamon Giallo

## Farmacodinamica
La berberina è ligando agonista del recettore sigma-1 e 2 ed è anche un agonista del PPARγ (Peroxisome proliferator-activated receptor gamma).
Possiede attività antimicrobiche su batteri, virus, funghi, protozoi, elminti, e clamidia.
In vitro la berberina mostra di interferire con il DNA dei protozoi (forma promastigote) inibendo la maturazione del microrganismo parassita.
Inoltre, ha anche proprietà inibenti la produzione di citochine proinfiammatorie.

## Proprietà antitumorali
La berberina è principalmente sintetizzata dall'isochinolina, essendone un metabolita secondario. Possiede una gamma di effetti farmacologici benefici, tra cui quelli antibatterici, antidiabetici, antinfiammatori e antiulcerici.
Inoltre, è stato scoperto che è utile all'apparato cardiovascolare e ha un effetto inibitorio sulla proliferazione delle cellule del cancro al seno e al fegato.
L'attività anticarcinogena della berberina è stata studiata nelle cellule FaDu, che sono le cellule del carcinoma squamoso faringeo umano; si è scoperto che la berberina ha un effetto citotossico e riduce la vitalità di cellule maligne in modo dipendente dalla propria concentrazione.
Esperimenti in vitro ed in vivo con berberina hanno dimostrato un'attività antitumorale causando arresto nel ciclo cellulare delle fasi G1 o G2/M e l'apoptosi delle cellule tumorali medesime. Inoltre, è stato scoperta l'azione benefica all'interno del reticolo endoplasmatico con relativa autofagia, provocando l'inibizione della metastasi e della proliferazione delle cellule tumorali.
Oltre ai suoi effetti apoptotici, si è scoperto che la berberina riduce l'angiogenesi riducendo l'espressione del fattore VEGF. Inoltre, provoca una riduzione nella migrazione delle cellule tumorali.
L'attività antitumorale della berberina è stata studiata nella linea cellulare promonocitica umana U937 e nel melanoma B16 murino; l'attività citotossica è risultata essere dipendente dalla concentrazione della stressa.
La somministrazione intraperitoneale di berberina nei topi causa la riduzione da 5 a 10 kg del peso tumorale dopo un trattamento di 16 giorni. Questa riduzione del peso del tumore è risultata essere dipendente dalla durata e dalla concentrazione dell'alcaloide.
La berberina si lega al DNA o all'RNA inibendo anche determinati enzimi, tra cui la cicloossigenasi 2 (COX-2 ), la N-acetiltransferasi (NAT) e la telomerasi.
Essa risulta essere efficace nelle cellule tumorali che includono la proteina chinasi ciclino-dipendente (CDK) mediando l'espressione delle cellule B nel linfoma di tipo 2 con le proteine Bcl2, Bax, Bcl-xL e le caspasi.
Inoltre, la berberina ha un'attività inibitoria sull'attivatore potenziatore del fattore nucleare κ a catena leggera delle cellule B attivate (NF-κB) e sull'attivazione della sintesi del fattore ROS intracellulare essendo selettiva delle cellule tumorali.
Studi dimostrano che la berberina influenza la regressione nelle cellule tumorali mediante l'inibizione dell'adesione focale della proteina chinasi (FAK), della urocinasi, della matrice metalloproteinasi 9 (MMP-9), del fattore NF-κB e della matrice metalloproteinasi 2 (MMP-2). Riduce la fosforilazione di Ezrin mediata dalla Rho chinasi e inibisce la sintesi del fattore COX-2, i recettori delle prostaglandine, le prostaglandine tipo E, la sintesi del fattore 1 inducibile dall'ipossia (HIF-1), i mediatori proinfiammatori e il fattore di crescita endoteliale vascolare (VEGF).
La berberina attiva anche il gene P53, che provoca l'apoptosi e l'arresto del ciclo cellulare. È stato dimostrato che la berberina ha causato anche l'apoptosi attraverso la via mitocondriale-dipendente e le interazioni con il DNA.

## Clinica
Nella medicina tradizionale è usato per il trattamento della diarrea e delle infezioni intestinali da parassiti oltre che usato nel trattamento del tracoma e della leishmaniosi.
Recentemente viene studiato per le sue documentate proprietà:
- anticancro[18][19][20][21][22][23][24]
- cardiologiche,[25][26][27][28][29][30][31]
- metaboliche.[32][33][34][35][36][37][38]

## Effetti collaterali
Ai dosaggi comunemente usati nella medicina tradizionale la berberina è ben tollerata e sicura; a dosaggi più alti può determinare: disturbi gastrointestinali, dispnea, diminuzione pressoria, sintomi simil-influenzali e danno cardiaco. Va evitato l'uso in gravidanza e nei neonati.